# Campionati mondiali di triathlon sprint
La ITU (International Triathlon Union) ha organizzato il primo campionato del mondo di triathlon sprint nel 2010 a Losanna. Anche la seconda edizione si è svolta a Losanna. Poi è stata la volta di Stoccolma nel 2012 e di Amburgo nel 2013 e nel 2014. 
Il campionato del mondo si disputa con cadenza annuale.

## Albo d'oro

### Uomini
| Edizione | Anno | Oro                   | Argento           | Bronzo            |
| -------- | ---- | --------------------- | ----------------- | ----------------- |
| I        | 2010 | Jonathan Brownlee     | Tim Don           | David Hauss       |
| II       | 2011 | Jonathan Brownlee (2) | Javier Gómez      | Alistair Brownlee |
| III      | 2012 | Jonathan Brownlee (3) | Javier Gómez      | Vincent Luis      |
| IV       | 2013 | Jonathan Brownlee (4) | Alistair Brownlee | Javier Gómez      |
| V        | 2014 | Alistair Brownlee     | Vincent Luis      | Jonathan Brownlee |
| VI       | 2015 | Mario Mola            | Javier Gómez      | Richard Murray    |

### Donne
| Edizione | Anno | Oro                  | Argento        | Bronzo               |
| -------- | ---- | -------------------- | -------------- | -------------------- |
| I        | 2010 | Lisa Nordén          | Emma Moffatt   | Daniela Ryf          |
| II       | 2011 | Barbara Riveros Diaz | Emma Jackson   | Andrea Hewitt        |
| III      | 2012 | Lisa Nordén (2)      | Caelers Maaike | Barbara Riveros Diaz |
| IV       | 2013 | Anne Haug            | Non Stanford   | Jodie Stimpson       |
| V        | 2014 | Gwen Jorgensen       | Emma Jackson   | Kirsten Sweetland    |
| VI       | 2015 | Gwen Jorgensen (2)   | Non Stanford   | Vicky Holland        |

### Medagliere
| Pos. | Paese         | Oro | Argento | Bronzo |    |
| ---- | ------------- | --- | ------- | ------ | -- |
| 1    | Regno Unito   | 5   | 4       | 5      | 14 |
| 2    | Svezia        | 2   | 0       | 0      | 2  |
| 2    | Stati Uniti   | 2   | 0       | 0      | 2  |
| 3    | Spagna        | 1   | 3       | 1      | 5  |
| 4    | Cile          | 1   | 0       | 1      | 2  |
| 5    | Germania      | 1   | 0       | 0      | 1  |
| 6    | Australia     | 0   | 3       | 0      | 3  |
| 7    | Francia       | 0   | 1       | 2      | 3  |
| 8    | Paesi Bassi   | 0   | 1       | 0      | 1  |
| 9    | Svizzera      | 0   | 0       | 1      | 1  |
| 9    | Nuova Zelanda | 0   | 0       | 1      | 1  |
| 9    | Canada        | 0   | 0       | 1      | 1  |

## Edizioni
| Ed. | Anno | Sede      | Nazione     |
| --- | ---- | --------- | ----------- |
| I   | 2010 | Losanna   | Svizzera    |
| II  | 2011 | Losanna   | Svizzera    |
| III | 2012 | Stoccolma | Svezia      |
| IV  | 2013 | Amburgo   | Germania    |
| V   | 2014 | Amburgo   | Germania    |
| VI  | 2015 | Chicago   | Stati Uniti |